# Sean Stone
Sean Christopher Ali Stone (ur. 29 grudnia 1984 w Nowym Jorku) – amerykański reżyser, producent, operator filmowy, scenarzysta i aktor. Jego ojcem jest zdobywca trzech Oscarów, Oliver Stone. W 2012 zmienił wiarę na islam szyicki. Rok później wyraził poparcie dla libańskiej organizacji Hezbollah, irańskiego prezydenta Mahmuda Ahmadineżada, a także stwierdził, iż zamach z 11 września 2001 roku to była „wewnętrzna robota”.

## Aktor i producent filmowy
- 1986 Salwador
- 1987 Wall Street
- 1989 Urodzony 4 lipca
- 1991 The Doors
- 1991 JFK
- 1993 Pomiędzy niebem i ziemią
- 1994 Urodzeni mordercy
- 1995 Nixon
- 1997 Droga przez piekło
- 1999 Męska gra
- 2005 Fighting Against Time: Oliver Stone's Alexander
- 2005 Resurrecting Alexander
- 2005 Perfect Is the Enemy of Good
- 2008 W.
- 2010 Wall Street: Pieniądz nie śpi
- 2011 Nevo
- 2011 Graystone
- 2011 American Road
- 2012 Don't Pass By Me